# Lîsovîci, Strîi
Lîsovîci (în ucraineană Лисовичі) este localitatea de reședință a comunei Lîsovîci din raionul Strîi, regiunea Liov, Ucraina.

## Demografie
Componența lingvistică a localității Lîsovîci
     Ucraineană (99,74%)
     Alte limbi (0,26%)
Conform recensământului din 2001, majoritatea populației localității Lîsovîci era vorbitoare de ucraineană (99,74%), existând în minoritate și vorbitori de alte limbi.